# John Lovell
John Clay Lovell III (Baton Rouge, 11 de outubro de 1967) é um velejador estadunidense, medalhista olímpico.
Lovell competiu nos Jogos Olímpicos de Verão de 1996, 2000, 2004 e 2008. Em 2004, ao lado de seu parceiro Charlie Ogletree, conquistou a medalha de prata na classe Tornado. Eles também ganharam a medalha de prata no Campeonato Mundial daquele ano.